# Karl Mommer

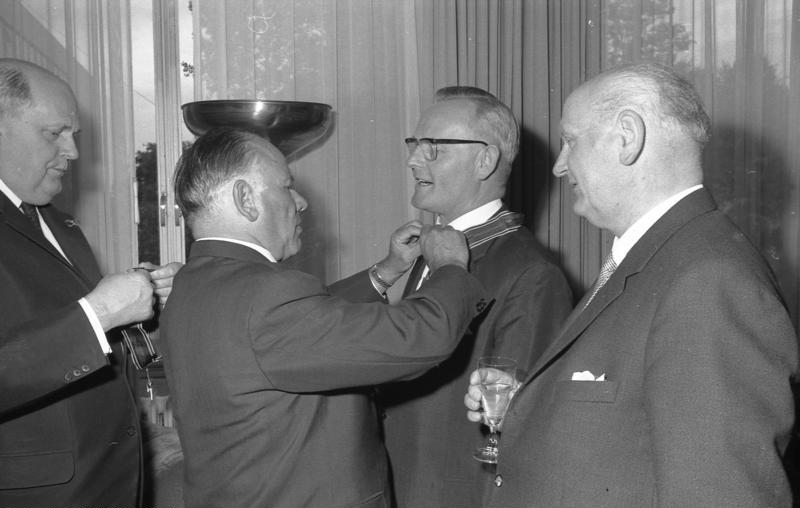
Karl Mommer erhält von Eugen Gerstenmaier das Bundesverdienstkreuz (1965)

Karl Mommer (* 13. März 1910 in Wevelinghoven; † 3. September 1990 in Bonn) war ein deutscher Politiker der SPD.

## Leben und Beruf
Nach dem Abitur studierte Mommer Philosophie, Volkswirtschaftslehre und Geschichte in Köln, Berlin, Graz und Wien. Nach der „Machtergreifung“ der Nationalsozialisten beteiligte er sich an illegalen Aktionen und wurde deswegen zu 21 Monaten Gefängnis verurteilt. Nach der Haftverbüßung floh er nach Belgien. Er wurde 1935 in Brüssel bei Hendrik de Man mit der Arbeit „Der junge Marx und der Staat“ zum Doktor der Sozialwissenschaften promoviert. Anschließend arbeitete er als Privatlehrer und Buchhalter. Im Zweiten Weltkrieg wurde er 1940/41 in Frankreich interniert und war anschließend als selbständiger Landwirt in Südfrankreich tätig.
1946 kehrte Mommer nach Deutschland zurück und wurde Referent für Sozialpolitik und Flüchtlingsfragen beim Länderrat des amerikanischen Besatzungsgebietes in Stuttgart. Von 1947 bis 1949 war er Referent im Deutschen Büro für Friedensfragen, das seinen Sitz ebenfalls in Stuttgart hatte.
Zudem war er von 1976 bis 1979, als erster Deutscher, Präsident der Atlantic Treaty Association.
Karl Mommer ist der Vater von Bernard Mommer, dem ehemaligen stellvertretenden Energie- und Erdölminister Venezuelas. Nach ihm ist der Karl-Mommer-Preis des SPD-Kreisverbandes Ludwigsburg benannt.

## Partei
Als Student war Karl Mommer, dessen Vater bereits in der KPD aktiv gewesen war, 1930 der Kommunistischen Partei Deutschlands beigetreten. Während seines Exils in Brüssel hielt er zunächst Kontakt zur dortigen Leitung der Exil-KPD, der zunächst auch seine Schwester Elvira angehörte. Als diese 1938 in der Sowjetunion verhaftet und in ein Gulag deportiert wurde, brach er 1938 mit dem Kommunismus und schloss sich der SPD an.
Ende der 1940er Jahre gehörte Mommer dem Landesvorstand der SPD in Württemberg-Baden an. In den 1950er Jahren war er im Bundesvorstand der SPD und dort für die Kontakte zum bis 1955 verbotenen Landesverband im Saarland zuständig. Er wurde dem rechten SPD-Flügel zugerechnet und kritisierte insbesondere die Politik der DDR und der übrigen kommunistischen Staaten.

## Abgeordneter

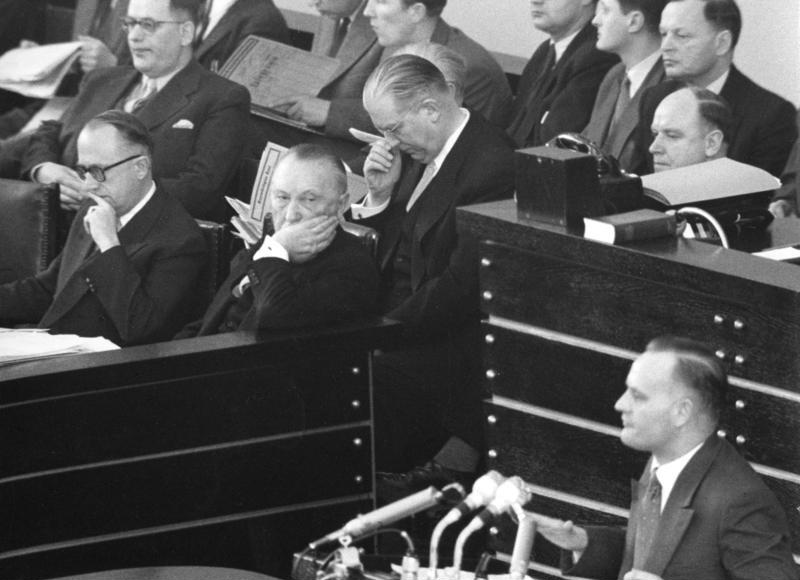
Karl Mommer spricht im Bundestag in der zweiten Lesung der Pariser Verträge

Mommer war 1948/49 Mitglied des Wirtschaftsrates der Bizone. Er gehörte dem Deutschen Bundestag seit dessen erster Wahl 1949 bis 1969 an. 1953, 1961 und 1965 wurde er im Wahlkreis Ludwigsburg direkt gewählt, ansonsten zog er über die Landesliste der SPD ins Parlament ein. Mommer war von 1949 bis zum 21. März 1952 Vorsitzender des Organisationsausschusses des Bundestages. Vom 10. Mai 1957 bis zum Ende der zweiten Legislaturperiode war er stellvertretender Vorsitzender des Sonderausschusses „Gemeinsamer Markt / Euratom“. Sodann fungierte er von 1957 bis zum 14. Dezember 1966 als Parlamentarischer Geschäftsführer der SPD-Fraktion und war anschließend bis zum 20. Oktober 1969 Vizepräsident des Bundestages.
Mommer gehörte zeitweilig der Parlamentarischen Versammlung der WEU und der Parlamentarischen Versammlung des Europarats an, wo er 1957 den „Ausschuss für die Beziehungen zu den nationalen Parlamenten und zur Öffentlichkeit“ leitete.

## Ehrungen
- 1965: Großes Verdienstkreuz mit Stern der Bundesrepublik Deutschland
- 1969: Großes Verdienstkreuz mit Stern und Schulterband der Bundesrepublik Deutschland

## Veröffentlichungen
- Einrichtungen der amerikanischen Legislative. Vortrag vom 9. Januar 1950. Abgedruckt in: Michael F. Feldkamp: Karl Mommer und die Anfänge des Deutschen Bundestages. In: Julia von Blumenthal, Helmar Schöne (Hrsg.): Parlamentarismusforschung in Deutschland. Ergebnisse und Perspektiven 40 Jahre nach Erscheinen von Gerhard Loewenbergs Standardwerk zum Deutschen Bundestag (= Studien zum Parlamentarismus. Bd. 13). Nomos-Verlags-Gesellschaft, Baden-Baden 2009, ISBN 978-3-8329-4621-0, S. 245–255.
- Der schwierige Alltag des Parlamentariers. In: Dokumente. Heft 3, 1968, S. 215–218.
- Parlament. In: Perspektiven. Sozialdemokratische Politik im Übergang zu den siebziger Jahren. Erläutert von 21 Sozialdemokraten. Rowohlt, Reinbek bei Hamburg 1969, S. 159–162.